# Тютюков, Федор Меркурьевич
Федор Меркурьевич Тютюков (1902, с. Катон-Карагай, Бухтарминский уезд, Семипалатинская губерния, Российская империя — 1968, Москва, СССР) — советский государственный деятель. Нарком пищевой промышленности Казахской ССР.

## Биография
Федор Меркурьевич Тютюков родился в 1896 году в селе Катон-Карагай Семипалатинской губернии в семье крестьянина. По национальности русский.

### Трудовая деятельность
В 1910-1915 годах работал у частных предпринимателей в селе Кокпекты Семипалатинской губернии (ныне Восточно-Казахстанской области).
В 1915-1917 годах служил в царской армии. Рядовой 37-го запасного батальона в Омске. Переведён на Западный фронт, где служил в составе 203-го Сухумского пехотного полка. Повышен до младшего унтер-офицера и переведён на Северо-Западный фронт.
В 1918-1919 годах продавец сельпо в с.Преображенское.
В 1920-1926 годах призван в Рабоче-крестьянскую Красную армии. Начальник пересыльного пункта в посёлке Кокпекты. Обучение на Сибирских командных кавалерийских курсах сначала в Усть-Каменогорске, а затем в Бийске. Продолжил учёбу в Высшей военной школе в Казани. Назначен командиром эскадрона 29-го кавалерийского полка, дислоцированного в Бийске. Переведён вместе с полком в Могилёв.
В 1926-1931 годах инструктор-организатор Новосибирского окружного потребительского союза, затем председатель правления районного сельпо в г.Новосибирск.
В 1931-1932 годах плановик Запасного района кораблей (ЗРК) Севастопольского военного порта в г.Севастополь.
В 1932-1933 годах старший экономист Главного управления народного питания СССР.
В 1933-1938 годах студент Московского химико-технологического института по специальности «инженер-экономист мясной промышленности».
В июне 1938 года Тютюков стал заместителем наркома, а затем первым заместителем наркома пищевой промышленности Казахской ССР. С июля 1940 года он возглавил наркомат, занимая эту должность до марта 1945 года . В этот период он играл ключевую роль в обеспечении населения продовольствием и развитии пищевой промышленности в республике. В 1940 году Тютюков был награжден орденом Трудового Красного Знамени за вклад в развитие экономики Казахской ССР.
С мая 1945 по март 1946 года заместитель наркома пищевой промышленности Литовской ССР.
С марта 1946 по мая 1948 года начальник отделения пищевой промышленности Управления Советской военной администрации в Германии. Затем в кадровом резерве, инженер лесного отдела Министерства пищевой промышленности СССР.
С декабря 1948 по ноябрь 1950 года в загранкомандировке в Монголии.
С декабря 1950 по ноябрь 1951 года старший инженер отдела пищевой промышленности Центрпромсовета в Москве.
С декабря 1951 по июль 1952 года директор производственного комбината Всесоюзной конторы "Пищепромреклама" в Москве.
С июля 1952 по декабрь 1955 года директор консервного завода в г.Калараш Молдавской ССР.
Тютюков ушел на пенсию в 1955 году и прожил оставшиеся годы в Москве, где скончался в 1968 году.

### Награды
Орден Трудового Красного Знамени (1940)
Орден «Знак Почета»
Медаль «За доблестный труд в Великой Отечественной войне»